# Polemonium Peak
Polemonium Peak – wybitny szczyt w USA, w środkowej części stanu Kalifornia, położony około 21 km na południowy zachód od miasta Big Pine, na granicy hrabstw Inyo i Fresno w Kings Canyon National Park. Polemonium Peak leży w jednej grupie ze szczytem North Palisade, a jest szóstym pod względem wysokości szczytem  w najwyższych górach Kalifornii - górach Sierra Nevada. Po północnych zboczach ze szczytu spływa Lodowiec Palisade, jeden z największych lodowców Kalifornii.